# Ruggero Zanolla
Ruggero Zanolla (Monfalcone, 1º luglio 1907 – ...) è stato un allenatore di calcio e calciatore italiano, di ruolo attaccante.
Era il fratello minore dell'allenatore Umberto Zanolla.

## Carriera

### Giocatore
Inizia la carriera nella squadra della sua città natale, nel campionato di Prima Divisione del 1926. In seguito con la stessa società partecipa a tre campionati di Serie B disputati tra il 1929 ed il 1932.
Passa quindi al Savoia di Torre Annunziata, nuovamente in Prima Divisione, dove in due campionati conta 38 presenze e mette a segno 15 reti.
Nel 1934 resta nella stessa categoria ma con la maglia del Taranto con cui ottiene la promozione in Serie B. Tra i cadetti in 28 gare segna una rete collezionando in tale categoria 51 presenze condite da 14 reti.
Nel 1936 scende in Serie C nelle file del Potenza, quindi ritorna al Savoia, che nel frattempo è divenuto Spolettificio, e sotto la guida di Luigi De Manes, gioca in Prima Divisione ottenendo la promozione in Serie C, dove chiuderà la carriera nel 1939 con 47 presenze e 15 reti in maglia biancoscudata. In seguito milita nella Scafatese, ed infine disputa un'ultima gara a 44 anni d'età con il Savoia (diventato Torrese), nella stessa stagione in cui ne è anche l'allenatore, precisamente il 21 ottobre 1951.

### Allenatore
Partecipa al corso allenatori ottenendo il patentino il 24 gennaio 1940. Guidò il Savoia dal 1941 al 1943 e successivamente per ulteriori tre volte, nell'arco di vent'anni, ottenendo sempre scarsi risultati, tanto da riceverne sempre un esonero.

## Statistiche

### Presenze e reti nei club
| Stagione          | Squadra            | Campionato        | Campionato | Campionato | Coppe nazionali | Coppe nazionali | Coppe nazionali | Altre coppe | Altre coppe | Altre coppe | Totale | Totale |
| Stagione          | Squadra            | Comp              | Pres       | Reti       | Comp            | Pres            | Reti            | Comp        | Pres        | Reti        | Pres   | Reti   |
| ----------------- | ------------------ | ----------------- | ---------- | ---------- | --------------- | --------------- | --------------- | ----------- | ----------- | ----------- | ------ | ------ |
| 1926-1927         | Monfalconese CNT   | PD                | ?          | ?          |                 |                 |                 |             |             |             | ?      | ?      |
| 1929-1930         | Monfalconese CNT   | B                 | 6          | 3          |                 |                 |                 |             |             |             | 6      | 3      |
| 1930-1931         | Monfalconese CNT   | B                 | 9          | 6          |                 |                 |                 |             |             |             | 9      | 6      |
| 1931-1932         | Monfalconese CNT   | B                 | 8          | 4          |                 |                 |                 |             |             |             | 8      | 4      |
| Totale Monfalcone | Totale Monfalcone  | Totale Monfalcone | 23+        | 13+        |                 |                 |                 |             |             |             | 23+    | 13+    |
| 1932-1933         | Savoia             | PD                | 13         | 9          |                 |                 |                 |             |             |             | 13     | 9      |
| 1933-1934         | Savoia             | PD                | 25         | 6          |                 |                 |                 |             |             |             | 25     | 6      |
| 1934-1935         | Taranto            | PD                | 27         | 0          |                 |                 |                 |             |             |             | 27     | 0      |
| 1935-1936         | Taranto            | B                 | 28         | 1          |                 |                 |                 |             |             |             | 28     | 1      |
| Totale Taranto    | Totale Taranto     | Totale Taranto    | 55         | 1          |                 |                 |                 |             |             |             | 55     | 1      |
| 1936-1937         | Potenza            | C                 | ?          | ?          |                 |                 |                 |             |             |             | ?      | ?      |
| 1937-1938         | Spolettificio T.A. | PD                | 8          | 0          |                 |                 |                 |             |             |             | 8      | 0      |
| 1938-1939         | Savoia             | C                 | 1          | 0          |                 |                 |                 |             |             |             | 1      | 0      |
| 1951-1952         | Torrese            | Dil               | 1          | 0          |                 |                 |                 |             |             |             | 1      | 0      |
| Totale Savoia     | Totale Savoia      | Totale Savoia     | 48         | 15         |                 |                 |                 |             |             |             | 48     | 15     |
| Totale carriera   | Totale carriera    | Totale carriera   | 126+       | 29+        |                 |                 |                 |             |             |             | 126+   | 29+    |

## Palmarès

### Giocatore

#### Competizioni nazionali
- Prima Divisione: 1

Taranto: 1934-1935

#### Competizioni regionali
- Prima Divisione: 2

Spolettificio Torre Annunziata: 1937-1938
Scafatese: 1940-1941
- Coppa Campania: 1

Scafatese: 1940-1941